# Bubikon
Bubikon är en ort och kommun i distriktet Hinwil i kantonen Zürich, Schweiz. Kommunen har 7 614 invånare (2023).
Kommunen består av orterna Bubikon och Wolfhausen.